# Willem de Besche
Willem de Besche, född 3 december 1573 i Liège i Belgien, död 10 februari 1629 i Finspång, var en byggherre och bruksarrendator i Sverige. Han var bror till Gillis de Besche, Hubert de Besche samt Gerard de Besche.

## Biografi
De Besche invandrade 1595 till Nyköping från Antwerpen. Han var byggmästare på Nyköpings slott 1604–09, och blev inspektor över järnbruken i Södermanland 1610. Han var med om att förnya den svenska bruksnäringen. Tillsammans med Louis De Geer arrenderade han järnbruken Finspångs bruk, Österbybruk, Lövstabruk, samt Gimo bruk av kronan. Vid Finspång anlade han ett kanongjuteri, som blev Sveriges ledande.
Han ligger begraven i Forsmarks kyrka i nordöstra Uppland.